# Felipe Alfau (escritor)
Felipe Alfau (Barcelona, 24 de agosto de 1902 – Nueva York, 18 de agosto de 1999) fue un escritor español, emigrado a Estados Unidos, que escribió la mayoría de sus obras en inglés. 

## Biografía
Emigró a Estados Unidos con su familia cuando contaba sólo catorce años, en 1916, y vivió allí durante el resto de su vida. Estudió música y durante un tiempo fue crítico musical de La Prensa, diario neoyorquino en lengua española. Más adelante trabajó como traductor en el Morgan Bank, en Wall Street, y dejó de escribir. Sus últimos años de octogenario los vivió en una residencia de ancianos de Nueva York, gracias a una pensión de indigente concedida por el ayuntamiento de la ciudad.
Escribió dos novelas en inglés: Locos: Una comedia de gestos ("Locos: A Comedy of Gestures", 1936); y Cromos, escrita en 1948 pero editada en 1990. 
Locos es una serie de relatos relacionados entre sí cuya acción se desarrolla en Toledo y Madrid, y en la que participan numerosos personajes que llegan a desafiar los designios del autor y a escribir sus propias historias, e incluso a intercambiar sus papeles con otros personajes. Locos fue recibida con interés por la crítica, pero no tuvo éxito de ventas. Fue reeditada en 1987 por una pequeña editorial, y conoció un discreto éxito. Gracias a esto se publicó su segunda novela, Cromos ("Chromos") que Alfau había escrito en 1948. Cromos trata el tema de los emigrantes españoles en Estados Unidos; el título hace referencia a que los recuerdos de los emigrantes son como cromos de imágenes tópicas sobre España. Esta segunda novela llegó a ser candidata al National Book Award en 1990. Las dos novelas fueron traducidas al español poco después. 
Alfau escribió también un libro de poesía en español, La poesía cursi, escrito entre 1923 y 1987, y publicado en 1992; y un libro de relatos infantiles, en inglés, Old Tales from Spain (Cuentos españoles de antaño), publicado en 1929, donde se reúnen diez relatos inspirados en leyendas tradicionales españolas.

## Obra
- Old Tales from Spain. Illustrated by Rhea Wells. Garden City-New York: Doubleday, Doran & Company, Inc., 1929.
- Locos: A Comedy of Gestures. New York: Farrar & Rinehart Inc., 1936
- Locos: A Comedy of Gestures. Preface by F. A. Afterword by Mary McCarthy. Champaign-London: Dalkey Archive Press, 1988.
- Chromos. Introduction by Joseph Coates. Dalkey Archive Press, 1990.
- Sentimental Songs. La poesía cursi. Bilingual edition. Translated with an introduction by Ilan Stavans. Dalkey Archive Press, 1992.

## Traducciones al español
- Locos. Una comedia de gestos. Traducción de Javier Fernández de Castro, epílogo de Mary McCarthy, Barcelona: Seix Barral, 1990. ISBN 84-322-4638-7. Segunda edición: BackList, Editorial Planeta, Barcelona, 2008.
- Cromos. Traducción del inglés de María Teresa Fernández de Castro. Barcelona: Seix Barral, 1991.
- Cuentos españoles de antaño. Traducción de Carmen Martín Gaite. Siruela: 1991.